# Marguerite Verboeckhoven
Pour les articles homonymes, voir Verboeckhoven.
Marguerite Verboeckhoven, née à Schaerbeek le 14 juillet 1865 et décédée à Ixelles le 8 août 1949, est une artiste peintre belge renommée principalement comme peintre symbolique de marine.

## Biographie
Marguerite Verboeckhoven est la fille de l'éditeur Louis-Hippolyte Verboeckhoven et de Rosalie-Françoise Pierard, la petite-fille du peintre animalier Eugène Verboeckhoven et l'arrière-petite-fille du sculpteur Barthélemy Verboeckhoven.
Elle est éduquée dans un milieu aisé et culturel. Elle est élève d'Ernest Blanc-Garin, qui avait ouvert spécialement un atelier pour dames et jeunes filles ayant des aspirations de peinture artistique. Elle sera ensuite elle-même professeur dans l'atelier d'Ernest Blanc-Garin. Elle y fait la connaissance d'artistes tels que Edwin Ganz, Lucien Wollès et Henri Evenepoel.
Tout comme Ernest Blanc-Garin, elle réside volontiers à Knokke où, dans les années 1880 et 1890, de nombreux artistes trouvaient leur inspiration.
En 1888, elle co-fonde le Cercle des femmes peintres de Bruxelles, qui regroupe Berthe Art, Marie De Bièvre, Marguerite Dielman, Marie Heijermans (nl), Alice Ronner, Rosa Venneman et Emma Verwée. Elle organise quatre expositions pour le cercle, en 1888, 1890, 1891 et 1893.
En 1896, elle est remarquée pour ses marines à l'exposition des artistes femmes à la Bodinière à Paris.
Elle habite à Bruxelles, rue de Robiano 28, rue Vifquin 41, et plus tard chaussée de Wavre 249.

## Œuvre et thématique
Marguerite Verboeckhoven se consacre principalement à la peinture de marines. Elle aime à reproduire la mer au coucher du soleil ou la nuit. Elle est fascinée par les effets phosphorescents de la mer.

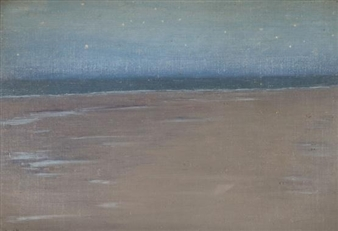
Une Plage déserte (clair de lune) (1897, huile sur carton, 21,7 × 31,5 cm, coll. privée).
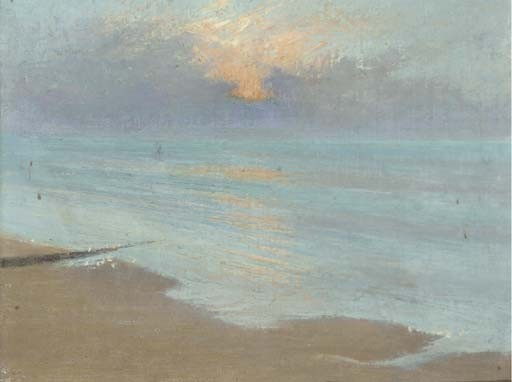
Paysage côtier (huile sur toile, 25,4 × 31,7 cm, coll. privée).
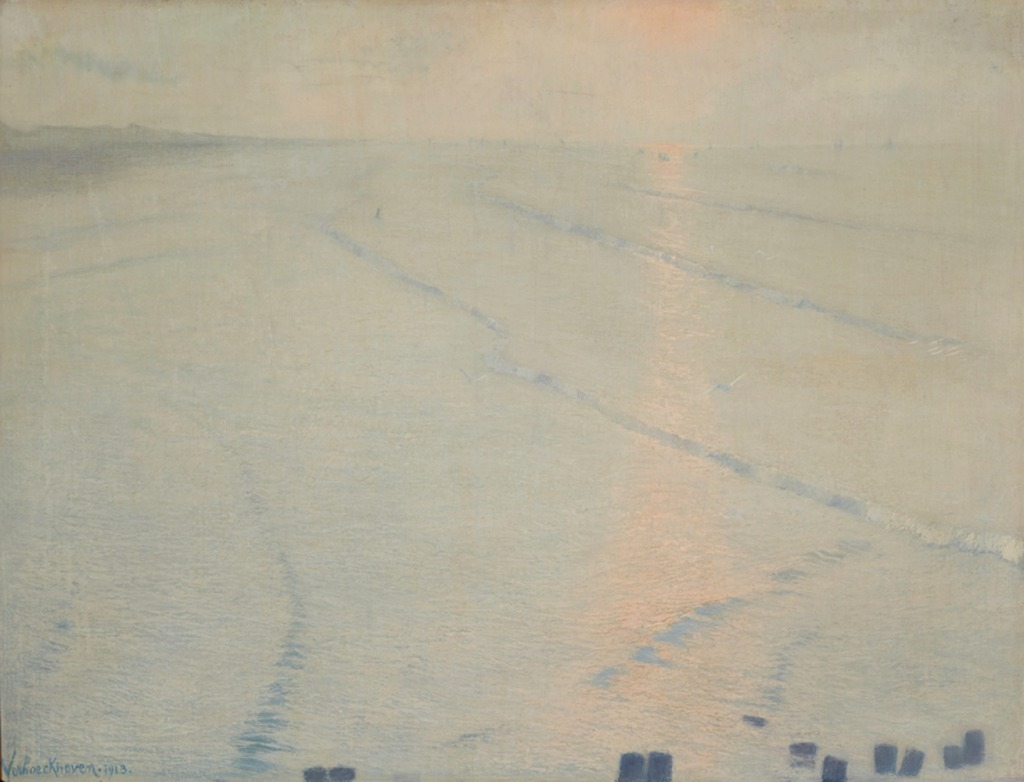
Temps clair (1913, huile sur toile, 49,5 × 65 cm, Musée Charlier).

## Ventes publiques
Il y a régulièrement des œuvres de Marguerite Verboeckhoven proposées en ventes publiques. Une de ses peintures à l'huile, Paysage côtier, fut vendue chez Christie's à Londres en avril 2005 pour 1 320 livres.

## Expositions
- Paris, Salon de la Société nationale des beaux-arts
  - 1896 : Impressions synthétiques
  - 1897 : Temps sombre, Vent du Nord, Temps calme, Coucher du soleil
  - 1898 : Après l'équinoxe
  - 1899 : Dieppe
- Gand, Salon 1902 : Crépuscule à Dieppe", Dernier rayon du soleil à
- En 1909, elle organise une exposition au Cercle Artistique et Littéraire (Wauxhall) à Bruxelles avec Georges Van Zevenberghen.
- En 1940, alors qu'elle avait 75 ans, une exposition individuelle lui est consacrée à Bruxelles.
- Bruxelles, Musée Charlier, exposition Les Sens au Féminin (du 9 mars 2007 au 15 juin 2007)

## Musées
- Bruxelles, Musées royaux des Beaux-Arts de Belgique : Phosphorescence, 1912
- Bruxelles, musée Charlier
- Dinant, Collection de la ville
- Tournai, Musée des Beaux-Arts